# Лук'янівська площа
Лук'я́нівська площа — площа в Шевченківському районі міста Києва. Розташована між вулицями Січових Стрільців, Дмитрівською, Дегтярівською, Білоруською та Юрія Іллєнка.

## Історія
Виникла в середині XIX століття. Сучасну назву отримала в 1869 році.

## Зображення

Пам'ятник робочим, інженерно-технічним робітникам та службовцям трамвайного депо, що полягли у Великій Вітчизняній війні. Архітектор О. К. Стукалов
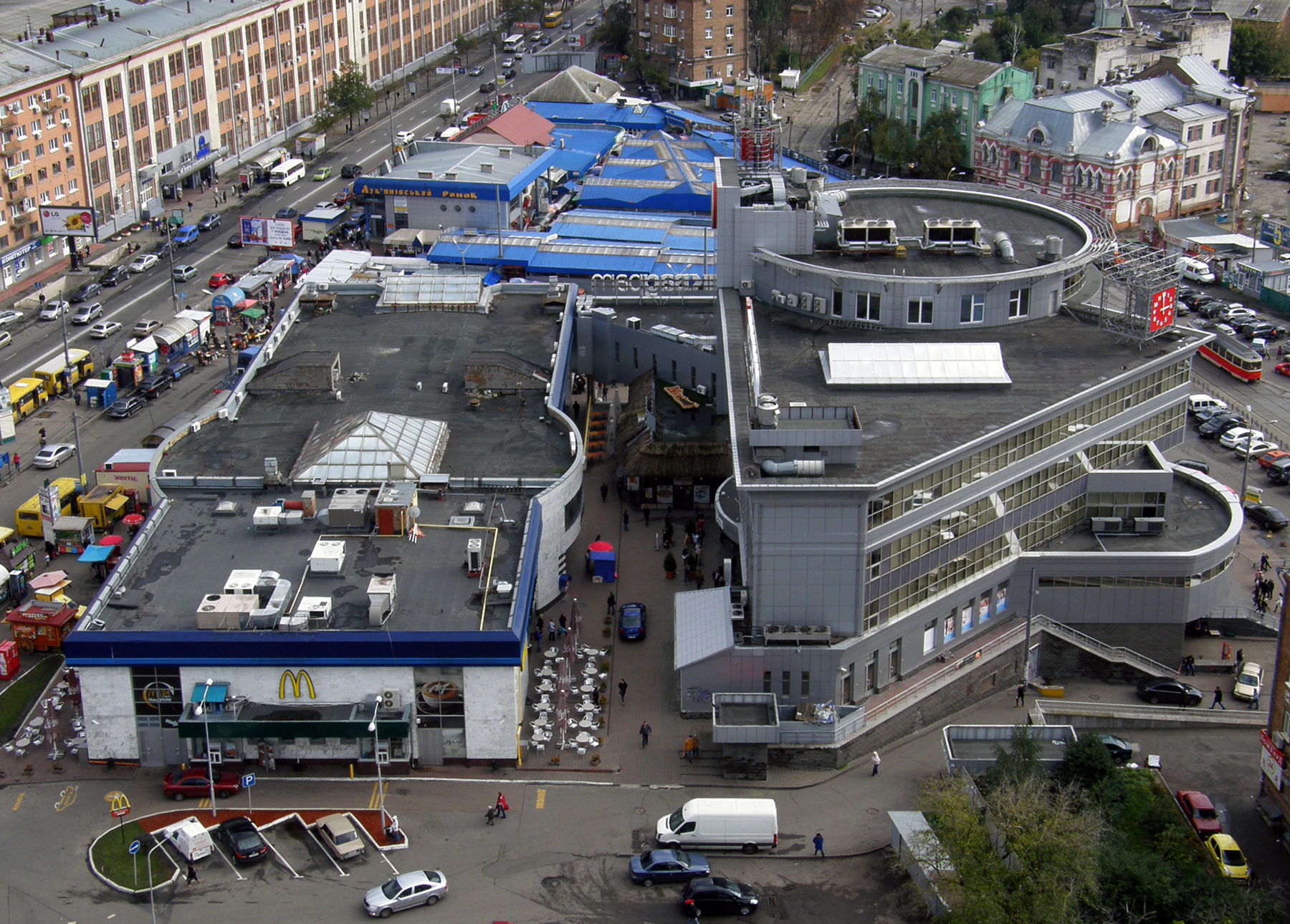
Наземний вестибюль станції метро «Лук'янівська» (ліворуч), ТЦ «Квадрат» (праворуч), Лук'янівський ринок (далі)